# Caballo Pinto
El Caballo Pinto es una  raza de caballo que proviene del caballo árabe. 

## Orígenes
Nació como «caballo de los indios», siendo los «pieles rojas» quienes iniciaron su cría. Estos buscaban los caballos más salvajes con el fin de cruzarlos con los caballos españoles. Los cruzados con la raza Quarter horse dieron origen al Paint horse, muy similar al Pinto, pero con características propias del Quarter.
El Pinto se viene criando de forma controlada desde 1930, año en el que se comenzó a buscar un aspecto homogéneo a través de la mezcla con el purasangre inglés y el caballo árabe. Se puede decir que se trata de una raza que todavía se está consolidando y que ha tenido un éxito reciente.

## Características
El Pinto es muy similar al caballo árabe, tanto por su morfología como por su carácter: 
- Altura de la cruz: variable.
- Capa principal: numerosos colores; siempre manchado.
- Cabeza pequeña y aplanada.
- Largo cuello.
- Hombros robustos.
- Extremidades cortas, pero muy fuertes.

Solamente los aficionados a los caballos saben diferenciar un Paint horse de un Pinto.